# Miconia cuspidatissima
Miconia cuspidatissima là một loài thực vật có hoa trong họ Mua. Loài này được Pittier mô tả khoa học đầu tiên năm 1924.